# Lomniczi Béla
Lomniczi Béla  (Kisbér, 1939. május 12. –) akadémiai díjas magyar állatorvos, virológus, az állatorvos-tudomány doktora. Fő kutatási területe az egyes fertőző állatbetegségek járványtana, új védőoltások kidolgozása és vírusok genomszerkezeti vizsgálata, továbbá jelentős eredményeket ért el az Aujeszky- és a baromfipestis-vírusok kutatása terén.

## Életútja
1953 és 1957 között végezte el a kisbéri Táncsics Mihály Állami Általános Gimnáziumot, ezt követően 1957-től 1962-ig a budapesti Állatorvostudományi Egyetem hallgatója volt. Diplomája megvédését követően, 1962-től 1967-ig az MTA Állatorvostudományi Kutatóintézetének elnöki ösztöndíjasa, később tudományos munkatársa volt. 1981 és 1985 között a kutatóintézet igazgatóhelyettesi tisztét töltötte be. 2008-ban nyugállományba vonult.
Kutatói pályája során számos tanulmányúton vett részt, így 1968–1969-ben az Aberdeeni Egyetem biokémiai tanszékének, 1975–1976-ban a londoni Nemzeti Orvoskutatási Intézet (National Institute for Medical Research), 1979–1980-ban a coventryi Warwicki Egyetem biológiai intézetének, 1983-ban, illetve 1985–1986-ban pedig a nashville-i Vanderbilt Egyetemi Orvostudományi Központ mikrobiológiai tanszékének volt meghívott kutatója.

## Munkássága
Szakmai nézetei fejlődésére tanárai, Manninger Rezső és Koch Sándor mellett elsősorban Derek Burke (Aberdeen), John Skehel (London) és Tamar Ben-Porat voltak hatással. Munkássága elsősorban az állatorvosi virológia területén jelentős. Pályája kezdetén elsősorban a sertés gyomor- és bélgyulladásának kóroktanával, a fajhoz kötött természetes ellenálló-képesség virológiai hátterével foglalkozott.
1973-ban Vizsgálatok a vírussal kiváltható interferon termelésről címen védte meg kandidátusi értekezését, 1984-ben pedig az állatorvos-tudomány doktorává avatták (értekezésének címe: A fertőző bronchitis vírus, a coronavírusok modelljének jellemzése).
Tudományos pályafutása során 99 szaktanulmánya, 32 továbbképző és ismeretterjesztő cikke jelent meg, valamint egy ismeretterjesztő könyvet is közreadott (Vírusok, 1978), emellett tagja volt három szakfolyóirat szerkesztőbizottságának is (Archives of Virology, 1981–1983 stb.). Négy, feltalálótársaival közösen fejlesztett vakcinaszabadalom fűzödik a nevéhez.
Részt vett a hazai posztgraduális képzésben, amelynek során két kandidátusaspiránsnak és hat PhD-hallgatónak volt témavezetője. 1998-tól 2007-ig Vírusok evolúciója címmel fakultatív tárgyat oktatott PhD-hallgatóknak.

### Kutatásai
Pályája elején, az 1960-as években a vírusfertőzések során képződő vírusgátló fehérje, az interferon biológiai jelentőségével foglalkozott. Eltérően a korabeli várakozásoktól, arra a megállapításra jutott, hogy a vírus indukálta interferonnak aligha lehet szerepe a vírusok olyan fontos biológiai tulajdonságának a befolyásolásában, mint amilyen például a virulencia. Ennek az lehet az oka, hogy egyfelől a vizsgált modelleken az interferon inkább a sejtnek a vírusfertőzésre adott megkésett válasza, semmint annak szabályozója. Másfelől sok vírus kevéssé érzékeny az interferon vírusgátló hatásával szemben.
Ezt követően négy fontos fertőző állatbetegség járványtanával és az ellenük való védekezéssel, valamint kórokozóik molekuláris biológiájával foglalkozott behatóbban.
Koronavírus-kutatásai
Az 1970-es évek közepén a koronavírus-csoport modellje, a csirkék fertőző bronchitisvírusa (FBV) genomjának fizikokémiai és biológiai tulajdonságait jellemezte, s kutatásai eredményeként három fontosabb megállapítást tett.
1. Elsőként állapította meg, hogy az FBV genomja az addig ismert leghosszabb (legalább 8 millió dalton súlyú) folytonos, egyszálú és pozitív-értelmű (önmagában is fertőző és messenger-értékű) RNS-molekula (1-RNS+).[7]
2. Ezek alapján a koronavírus-családot a vírusok Baltimore-féle (1971) információkifejeződési stratégián alapuló, család feletti taxonómiai kategóriákból álló genetikai rendszerének IV. osztályába tudta besorolni.[2][8]
3. Mezei FBV-törzsek jelentős fokú genetikai variabilitását tárta fel, ami a koronavírus nagy evolúciós potenciáljára utalt, s ezt az újabb koronavírusok (SARS, MERS) felbukkanása is igazolta.[9]

Aujeszky-vírus-kutatásai

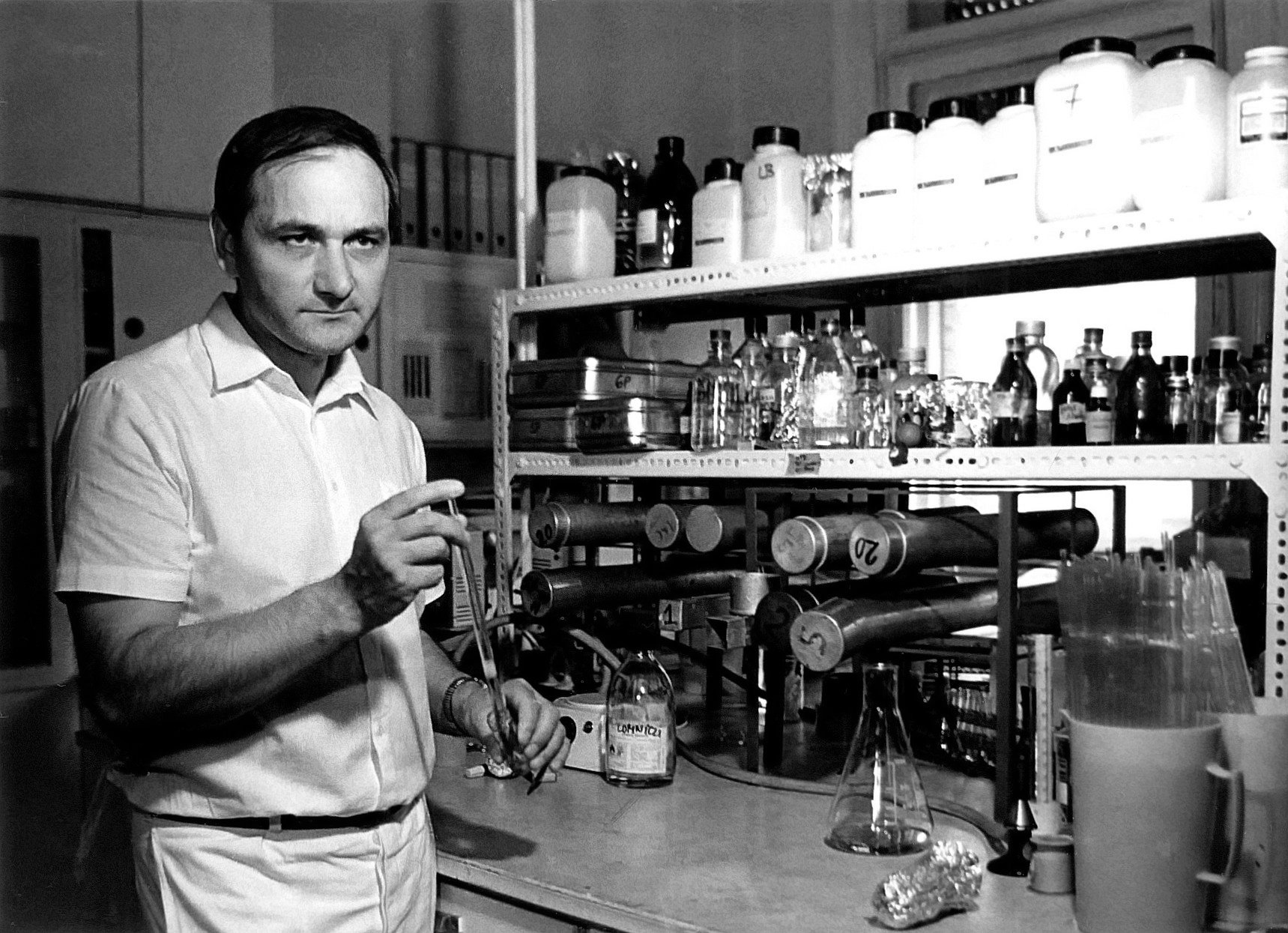
Lomniczi Béla laboratóriumi munka közben (1987)

Az 1980-as évektől a sertések Aujeszky (Ay)-betegségét okozó herpeszvírus (AyV) virulenciáját és immunizálóképességét meghatározó géneket vizsgálta, s az alábbi eredményeket érte el. 
1. Felfedezte, hogy az Aujeszky-betegség elleni immunizálásra világszerte használt élő, avirulens vakcinatörzsek genomjából közel 3 millió daltonnyi DNS-szakasz, a genom mintegy 3%-a hiányzik.[10] Ennek jelentőségéről megállapította, hogy a virulencia hiánya meglepő módon nem kizárólag e deléció következménye, hanem ahhoz további gének sérülése is hozzájárult, vagyis a virulencia többgénes tulajdonság.[11][12][13][14] Azonban az is kiderült, hogy bizonyos gének inaktiválódása miatt nemcsak a vírustörzs virulenciája mérséklődött, de ez a folyamat az immunizálóképességre is negatív hatással volt.[15][16]
2. A poligénes virulenciacsökkenés biztonsági előnyeit megtartva, az egyik vakcinatörzsnek az immunitás kiváltásában fontos, de hibás génjét lecserélve fokozott védőképességű új vakcinatörzset állított elő és szabadalmaztatott.[17][18][5]
3. Emellett inaktivált vakcinák készítésére alkalmas, ún. negatív immunológiai markerrel rendelkező vírustörzseket is előállított, s az ezekből készült oltóanyagok szintén kereskedelmi forgalomba kerültek (több know-how).[5][19]
4. Több száz Aujeszky-herpeszvírus DNS-ének genetikai analízisével megállapították, hogy Európában tucatnyi területspecifikus DNS-markerrel rendelkező vírustörzs uralkodik, amely információ nélkülözhetetlen a vírusterjedés útjainak felderítésében. Ezek ismeretében hazai Aujeszky-vírus-mentes sertéstelepek befertőződését követően, vírus-DNS-re alapozott járványnyomozás segítségével, számos esetben feltárták a vírusbehurcolás forrását és körülményeit.[20]

Baromfipestis-kutatásai
Az 1990-es évektől kutatócsoportja a baromfipestis- vagy hivatalos nevén Newcastle-betegség-vírus (NDV) járványtörzseinek csoportosításával, evolúciójával és a betegség elleni védekezéssel foglalkozott. Az e területen elért legfőbb eredményei a következők:
1. Különböző kontinensekről származó és az 1930-as évekig visszanyúló, világ- és regionális járványokat reprezentáló több száz törzsből álló gyűjteményt hozott létre. Ezen NDV-törzsek és génbanki genomszekvenciák filogenetikai elemzése alapján tucatnyi genotípust állítottak fel, amelyek segítségével számos 20. századi járvány földrajzi eredete, terjedése, előfordulási kombinációi (járványok szuperpozíciói) és evolúciós élettartama vált felderíthetővé.[21][22][23][24][25][26][27]
2. A módszerrel járó egyedi vírustörzs-azonosítás számos, tekintélyelven született „epidemiológiai mítosz” vagy tankönyvi tévedés revideálását tette lehetővé. Néhány példa: (i) Ellentétben azzal a hivatalos felfogással, miszerint a baromfipestis története az 1927-es newcastle-i kitöréssel vette kezdetét (innen az akkor még ideiglenesnek szánt elnevezés is), járványtörténeti és evolúciós adatokkal támasztották alá, hogy a kórkép már a 19. század első felében is ismert volt, például Magyarországon is.[28] (ii) A genetikai azonosítás leleplezte, hogy az egyébként rendkívül sikeres, történelmi ND-vakcinák némelyikének kifejlesztése nem úgy történt, ahogy azt feltalálóik több mint fél évszázaddal korábban leközölték.[29][30] (iii) Szemben az akkor uralkodó dogmával, egyetlen múlt századi európai járványról sem igazolódott, hogy azok kelet–nyugati irányban terjedtek volna. Sőt, épp az ellenkezője derült ki: a legkiterjedtebb világjárványokat okozó vírusokat (pl. az eredetileg Dél-Amerikából származó V. genotípust 1970-ben, vagy a dél-afrikai VIIb-t 1992-ben) éppenséggel a nyugat-európai járványkitörésekből másodlagosan hurcolták be Kelet-Európába.[24][25][26][27] (iv) Megállapították, hogy az 1980-as évek elején Nyugat-Európában felbukkant, majd onnan az egész világra szétterjedt új betegséget, a tenyésztett galambok önálló baromfipestisét egy szudáni csirkeeredetű NDV-törzs (VIb) kolonizációja és adaptációja indította útjára, majd az 1990-es évek végén egy másik (de még ismeretlen területi eredetű) csirkevírus is megtette ugyanezt az evolúciós lépést.[31][32]
3. Filogenetikai és kladisztikai vizsgálatokkal kimutatták, hogy a csirkékben a járványt okozó, virulens NDV-törzsek evolúciós eredete kétféle.[33][34][35] Az egyik stratégia szerint – amely az immunizálás 1950-es évekbeli bevezetését megelőző időszakban, egymástól függetlenül, legalább három alkalommal fordult elő – a vad vízimadarakban honos ősi (primitív) és teljesen ártalmatlan (avirulens) vírustörzsek kolonizáltak immunológiailag fogékony (negatív) csirkeállományokat, ahol aztán a mesterséges tartás (zsúfoltság, stressz stb.) körülményei között virulenssé váltak (így keletkeztek az I., a II. és a III. genotípus virulens törzsei). A másik stratégiára az immunizálás elterjedése után kerülhetett sor: csirkében korábban már virulenssé vált törzsek valamelyikének sikerült immunis csirkéhez adaptálódnia, ezért leszármazottai jelentős evolúciós előnyre tettek szert: világszerte elterjedtek és területspecifikus módon divergálódtak. Az V–VIII. késői genotípusok mindössze egyetlen, immunitás áttörésére is képes ősből származnak.[33] Ma már világszerte szinte csak ezek uralkodnak, míg az immunitásra jóval érzékenyebb korai járványvírusok (I–IV. genotípus) csaknem mindenütt kipusztultak. Az utóbbi evolúciós stratégia azt is megmagyarázza, hogy a világ csirketartó országainak zömében az intenzív vakcinázás ellenére is miért vált endémiássá az ND. (E vizsgálatok 4 PhD-disszertációt eredményeztek.[6])
4. Munkatársával kifejlesztett ún. élő vakcináját több mint harminc országban forgalmazzák.[5]

Madárinfluenza-kutatásai
A 2000-es években felbukkant pandémiás madárinfluenza-járvány kapcsán szakmai ismertetéseket tett közzé előadások és cikkek formájában, valamint egy PhD-témát is vezetett.

### Társasági tagságai és elismerései
1987-ben a Magyar Tudományos Akadémia levelező tagjává választották, székfoglalójának címe A DNS egy állatorvos kezében: Vizsgálatok az Aujeszky-vírus megbetegítőképességéről és járványtanáról címen tartotta meg 1987 októberében. 1990. január 19-én akadémiai tagságáról lemondott. Tagja volt húsz tudományos bizottságnak, így például az MTA Állatorvos-tudományi Bizottságának, a Tudományos Minősítő Bizottság Állatorvosi Szakbizottságának, az OTKA Kollégiumnak, a FEFA Kuratóriumnak stb.
1968-ban, majd 1985-ben elnyerte az Akadémiai Díjat. 1993-ban az Aujeszky-emlékérem, 1998-ban az Akadémiai Szabadalmi Nívódíj kitüntetettje volt.